# Common Lisp
Common Lisp, obično skraćen kao CL, je Lisp dijalekt, standardiziran s ANSI X3.226-1994. Razvijen je kako bi se standardizirale divergentne varijante Lispa koje ga predatiraju, te se stoga radi o specifikaciji, ne o implementaciji jezika. Nekoliko implementacija Common Lisp standarda je dostupno, uključujući komercijalne proizvode kao i one otvorenog koda. 
Common Lisp je multiparadigmatski programski jezik opće namjene koji:
- Podržava kombinaciju imperativne, funkcijske i objektno orijentirane programske paradigme.
- Je dinamički programski jezik koji olakšava rapidan razvoj, s iterativnom kompilacijom u učinkovite run-time programe.
- Uključuje CLOS, jedan od najmoćnijih objektnih sustava uopće od svih jezika, koji je dinamičke naravi i podržava prvorazredne klase, metaobjektni protokol, višestruko raspršenje (multidispatching), višestruko nasljeđivanje i generičko programiranje.
- Je proširiv kroz standardne osobine kao što su Lisp makroi (rearanžiranja koda tokom kompilacije koje sam program obavlja) i reader makroi (proširenja sintakse samog jezika davanjem specijalnog značenja znakovima rezerviranim za tu svrhu).